# Hatice Sultan
Hatice Sultan,  princesa Osmanskega cesarstva, je bila hčerka sultana Ahmeda III. (1703-1730) in soproga velikega vezirja Nevşehirli Damat İbrahim Paše. Veljala je za politično aktivno žensko, ki je imela v prvi polovici 18. stoletje velik vpliv na državne zadeve.

## Življenjepis
Hatice Sultan so poročili, ko je bila še otrok, vendar je po tradiciji za osmanske princese začela živeti z možem šele več let po poroki. 
Opisujejo ko kot žensko, ki je mela velik politični vpliv tako na očeta, ki je vladanje prepustil njenemu možu, kot na moža, ki je bil veliki vezir. Nekateri viri jo omenjajo kot resnično vladarko v poznem tulipanskem obdobju Osmanskega cesarstva (1703–1730) ali vsaj v 1720. letih. Hatice naj bi v korist osmanske politike podprla francoskega ambasadorja  markiza de Villeneuvea (1728–1741) pri uveljavljanju francoskih interesov v rusko-avstrijsko-turški vojni  (1735–1739).
Hatice Sultan omenjajo kot zadnjo žensko vladarko Osmanskega cesarstva.